# La Croix-Valmer
 La Croix-Valmer  es una población y comuna francesa, que se encuentra en la región de Provenza-Alpes-Costa Azul, departamento de Var, en el distrito de Draguignan y cantón de Saint-Tropez.

## Demografía
| 1110 | 1380 | 1759 | 2064 | 2634 | 2734 |
| Para los censos de 1962 a 1999 la población legal corresponde a la población sin duplicidades (Fuente: INSEE [Consultar]) |      |      |      |      |      |